# Ленинский сельсовет (Новосибирская область)
Ленинский сельсовет — сельское поселение в Купинском районе Новосибирской области Российской Федерации.
Административный центр — село Зятьковка.

## История
Статус и границы сельского поселения установлены Законом Новосибирской области от 2 июня 2004 года № 200-ОЗ «О статусе и границах муниципальных образований Новосибирской области»

## Население
| 2002 | 2010  | 2012 | 2013 | 2014 | 2015 | 2016 |
| ---- | ----- | ---- | ---- | ---- | ---- | ---- |
| 1225 | ↘1035 | ↘982 | ↘944 | ↘939 | ↘931 | ↘927 |
| 2017 | 2018  | 2019 | 2020 | 2021 |      |      |
| ↗928 | ↘907  | ↗908 | ↘879 | ↘851 |      |      |

## Населённые пункты
В состав сельского поселения входят 4 населённых пункта:
| № | Населённый пункт | Тип населённого пункта       | Население |
| - | ---------------- | ---------------------------- | --------- |
| 1 | 142 км           | населённый пункт             | ↗16       |
| 2 | Зятьковка        | село, административный центр | ↘414      |
| 3 | Камышино         | деревня                      | ↘467      |
| 4 | Моревка          | деревня                      | ↘125      |

Законом от 5 декабря 2016 года были упразднены 2 населенных пункта Ленинского сельсовета: посёлок Казарма 150 км и железнодорожный разъезд 151 км.